# George Sutherland-Leveson-Gower, III duca di Sutherland
George Leveson-Gower, III duca di Sutherland (Londra, 19 dicembre 1828 – Dunrobin Castle, 22 settembre 1892), è stato un politico inglese.

## Biografia
Era il figlio di George Sutherland-Leveson-Gower, II duca di Sutherland, e di sua moglie, Lady Harriet Howard. Studiò a Eton College e King's College London.

## Carriera politica
Era un deputato liberale per il Sutherland dal 1852 fino a quando succedette al padre come duca nel 1861.
Prese parte a una serie di occasioni solenni. Era uno membro della delegazione britannica per l'incoronazione dello zar Alessandro II di Russia nel 1856, ha ospitato Garibaldi durante la sua visita in Gran Bretagna nel 1864, fu presente all'inaugurazione del Canale di Suez nel 1869, e accompagnò il principe di Galles (poi Edoardo VII) nella sua visita di Stato in India nel 1876.
È stato Lord luogotenente della contea di Cromarty dal 1852 alla sua morte.

## Matrimonio
Sposò, il 27 giugno 1849, Anne Hay-Mackenzie (1829-1888), figlia di John Hay-Mackenzie e di Anne Gibson-Craig. Ebbero cinque figli:
- George Granville Sutherland-Leveson-Gower (27 luglio 1850 - 5 luglio 1858);
- Cromartie Sutherland-Leveson-Gower, IV duca di Sutherland (20 luglio 1851 - 27 giugno 1913);
- Francis Mackenzie Sutherland-Leveson-Gower, II conte di Cromartie (3 agosto 1852 - 24 novembre 1893), sposò Lilian Janet Macdonald, ebbero due figlie;
- Lady Florence Sutherland-Leveson-Gower (17 aprile 1855 - 10 ottobre 1881), sposò Henry Chaplin, I visconte di Chaplin, ebbero tre figli;
- Lady Alexandra Sutherland-Leveson-Gower (13 aprile 1866 - 16 aprile 1891).

Sposò, il 4 marzo 1889, Mary Caroline Michell, figlia del reverendo Richard Michell. Non ebbero figli. Questo matrimonio provocò uno scandalo, perché ha avuto luogo meno di quattro mesi dopo la morte della sua prima moglie e, poi, perché la donna aveva vissuto con il duca prima del matrimonio.

## Morte
Morì il 22 settembre 1892, all'età di 63, a Dunrobin Castle, e fu sepolto il 29 settembre 1892 a Trentham, in Staffordshire.

## Ascendenza
|                                                            |                                           |                                                   | Genitori                                                  |  |  | Nonni |  |  | Bisnonni                                           |  |  | Trisnonni                             |  |
|                                                            |                                           |                                                   |                                                           |  |  |       |  |  | 8. Granville Leveson-Gower, I marchese di Stafford |  |  | 16. John Leveson-Gower, I conte Gower |  |
|                                                            |                                           |                                                   |                                                           |  |  |       |  |  | 8. Granville Leveson-Gower, I marchese di Stafford |  |  | 16. John Leveson-Gower, I conte Gower |  |
|                                                            |                                           | 17. lady Evelyn Pierrepont                        |                                                           |  |  |       |  |  | 8. Granville Leveson-Gower, I marchese di Stafford |  |  |                                       |  |
| 4. George Leveson-Gower, I duca di Sutherland              |                                           |                                                   |                                                           |  |  |       |  |  | 8. Granville Leveson-Gower, I marchese di Stafford |  |  |                                       |  |
|                                                            |                                           | 9. lady Louisa Egerton                            | 18. Scroop Egerton, I duca di Bridgewater                 |  |  |       |  |  |                                                    |  |  |                                       |  |
|                                                            |                                           | 9. lady Louisa Egerton                            | 18. Scroop Egerton, I duca di Bridgewater                 |  |  |       |  |  |                                                    |  |  |                                       |  |
|                                                            |                                           | 9. lady Louisa Egerton                            | 19. lady Rachael Russell                                  |  |  |       |  |  |                                                    |  |  |                                       |  |
| 2. George Sutherland-Leveson-Gower, II duca di Sutherland  |                                           | 9. lady Louisa Egerton                            |                                                           |  |  |       |  |  |                                                    |  |  |                                       |  |
|                                                            |                                           | 10. William Sutherland, XVIII conte di Sutherland | 20. William Sutherland, XVII conte di Sutherland          |  |  |       |  |  |                                                    |  |  |                                       |  |
|                                                            |                                           | 10. William Sutherland, XVIII conte di Sutherland | 20. William Sutherland, XVII conte di Sutherland          |  |  |       |  |  |                                                    |  |  |                                       |  |
|                                                            |                                           | 10. William Sutherland, XVIII conte di Sutherland | 21. lady Elizabeth Wemyss                                 |  |  |       |  |  |                                                    |  |  |                                       |  |
| 5. Elizabeth Sutherland, XIX contessa di Sutherland        |                                           | 10. William Sutherland, XVIII conte di Sutherland |                                                           |  |  |       |  |  |                                                    |  |  |                                       |  |
|                                                            |                                           | 11. Mary Maxwell                                  | 22. William Maxwell                                       |  |  |       |  |  |                                                    |  |  |                                       |  |
|                                                            |                                           | 11. Mary Maxwell                                  | 22. William Maxwell                                       |  |  |       |  |  |                                                    |  |  |                                       |  |
|                                                            |                                           | 11. Mary Maxwell                                  | 23. Elizabeth Hairstanes                                  |  |  |       |  |  |                                                    |  |  |                                       |  |
| 1. George Sutherland-Leveson-Gower, III duca di Sutherland |                                           | 11. Mary Maxwell                                  |                                                           |  |  |       |  |  |                                                    |  |  |                                       |  |
|                                                            | 12. Frederick Howard, V conte di Carlisle | 24. Henry Howard, IV conte di Carlisle            |                                                           |  |  |       |  |  |                                                    |  |  |                                       |  |
|                                                            | 12. Frederick Howard, V conte di Carlisle | 24. Henry Howard, IV conte di Carlisle            |                                                           |  |  |       |  |  |                                                    |  |  |                                       |  |
|                                                            | 12. Frederick Howard, V conte di Carlisle | 25. hon. Isabella Byron                           |                                                           |  |  |       |  |  |                                                    |  |  |                                       |  |
| 6. George Howard, VI conte di Carlisle                     | 12. Frederick Howard, V conte di Carlisle |                                                   |                                                           |  |  |       |  |  |                                                    |  |  |                                       |  |
|                                                            |                                           | 13. lady Margaret Leveson-Gower                   | 26. Granville Leveson-Gower, I marchese di Stafford (= 8) |  |  |       |  |  |                                                    |  |  |                                       |  |
|                                                            |                                           | 13. lady Margaret Leveson-Gower                   | 26. Granville Leveson-Gower, I marchese di Stafford (= 8) |  |  |       |  |  |                                                    |  |  |                                       |  |
|                                                            |                                           | 13. lady Margaret Leveson-Gower                   | 27. lady Louisa Egerton (= 9)                             |  |  |       |  |  |                                                    |  |  |                                       |  |
| 3. lady Harriet Howard                                     |                                           | 13. lady Margaret Leveson-Gower                   |                                                           |  |  |       |  |  |                                                    |  |  |                                       |  |
|                                                            |                                           | 14. William Cavendish, V duca di Devonshire       | 28. William Cavendish, IV duca di Devonshire              |  |  |       |  |  |                                                    |  |  |                                       |  |
|                                                            |                                           | 14. William Cavendish, V duca di Devonshire       | 28. William Cavendish, IV duca di Devonshire              |  |  |       |  |  |                                                    |  |  |                                       |  |
|                                                            |                                           | 14. William Cavendish, V duca di Devonshire       | 29. Charlotte Elizabeth Boyle, marchesa di Hartington     |  |  |       |  |  |                                                    |  |  |                                       |  |
| 7. lady Georgiana Cavendish                                |                                           | 14. William Cavendish, V duca di Devonshire       |                                                           |  |  |       |  |  |                                                    |  |  |                                       |  |
|                                                            |                                           | 15. lady Georgiana Spencer                        | 30. John Spencer, I conte Spencer                         |  |  |       |  |  |                                                    |  |  |                                       |  |
|                                                            |                                           | 15. lady Georgiana Spencer                        | 30. John Spencer, I conte Spencer                         |  |  |       |  |  |                                                    |  |  |                                       |  |
|                                                            |                                           | 15. lady Georgiana Spencer                        | 31. Margaret Poyntz                                       |  |  |       |  |  |                                                    |  |  |                                       |  |
|                                                            |                                           | 15. lady Georgiana Spencer                        |                                                           |  |  |       |  |  |                                                    |  |  |                                       |  |